# 圖皮山
48°16′12.61″N 23°15′2.69″E / 48.2701694°N 23.2507472°E

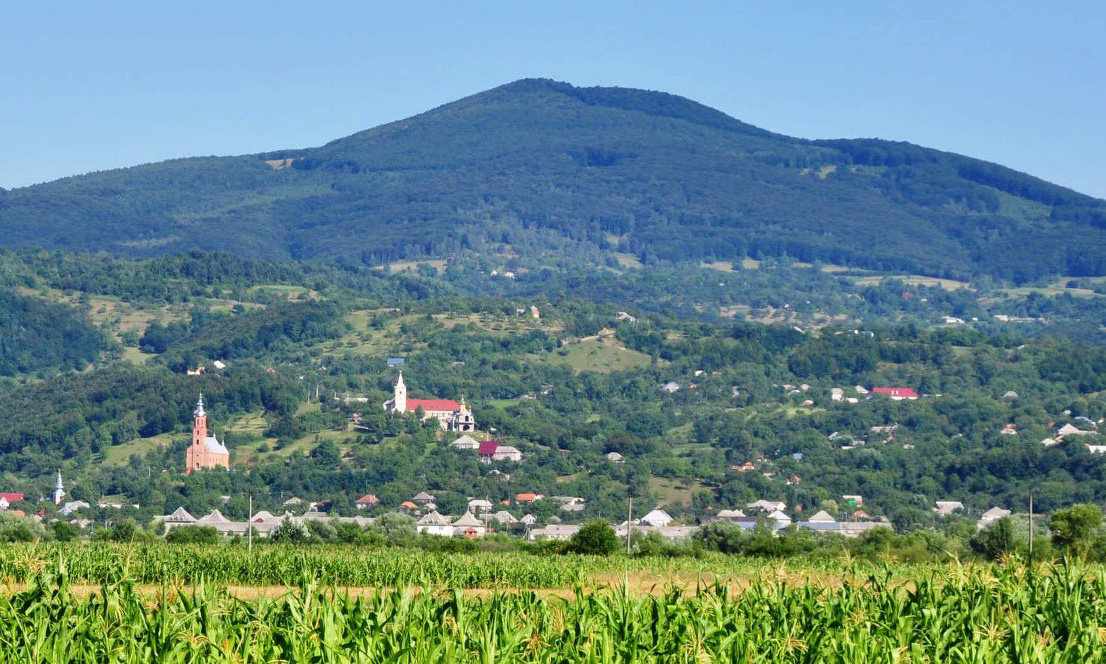

圖皮山是烏克蘭的山峰，位於該國西部外喀爾巴阡州，屬於烏克蘭喀爾巴阡山脈的一部分，海拔高度878米，山體由安山岩、玄武岩等組成。